# Plazmová obrazovka

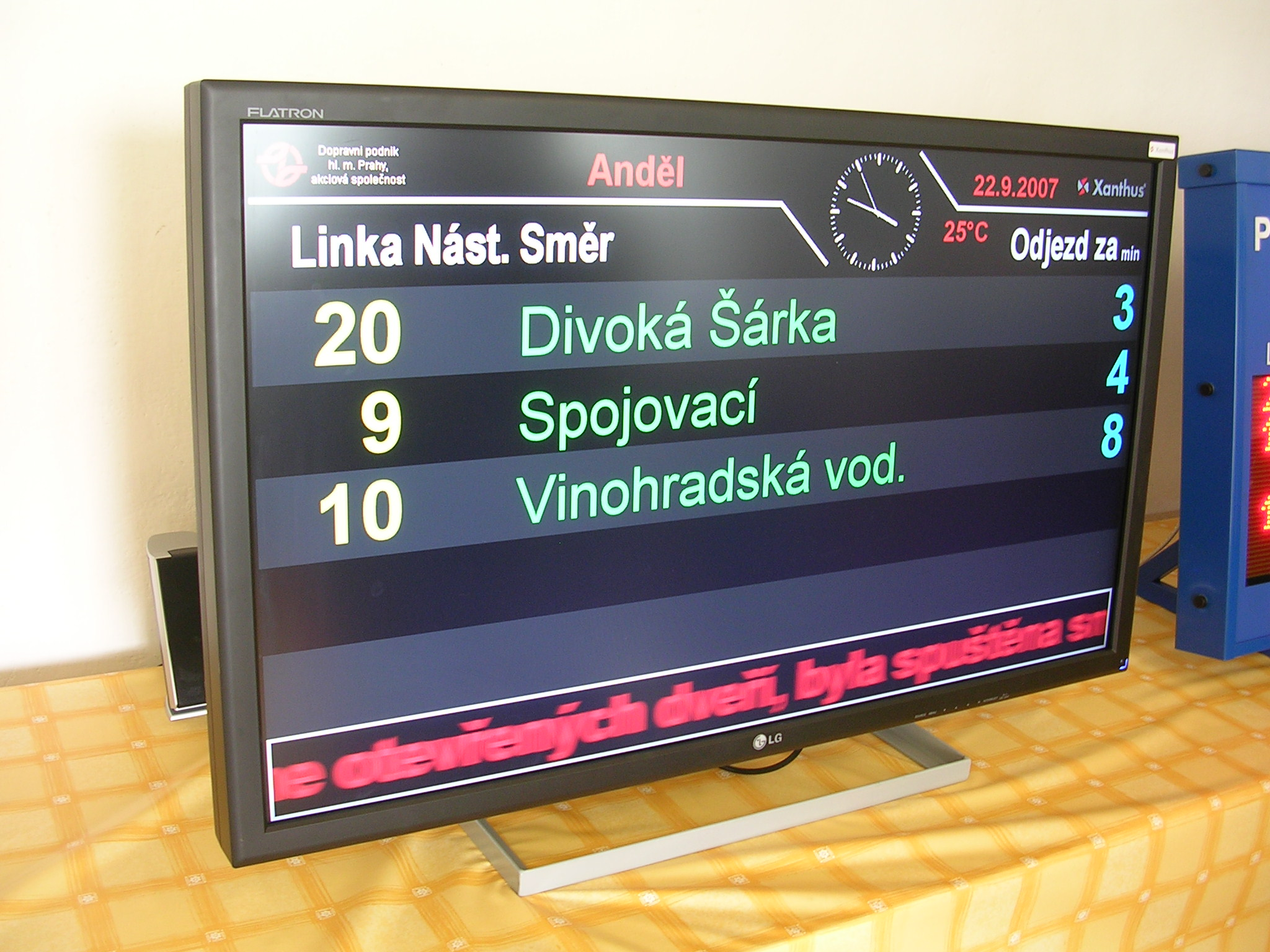
Plazmová tabule

Plazmová obrazovka nebo také plazmový displej je typ plochého zobrazovacího zařízení používaná pro televizory s velkou úhlopříčkou (minimálně 80 cm). Název plazmová je odvozen od použité technologie využívající malé buňky s elektricky nabitými částicemi ionizovaného plynu.
Technologie u domácích televizorů zažila největší rozmach na přelomu 20. a 21. století, po roce 2010 však byly plazmové televizory rychle vytlačeny LED a OLED obrazovkami. Ještě v roce 2010 bylo dodáno celosvětově 18 milionů plazmových televizorů (navzdory tomu to byla stále jen desetina množství LCD obrazovek), nicméně do roku 2014 prakticky všichni výrobci výrobu a prodej plazmových obrazovek ukončili.

## Historie plazmové televize
- V roce 1936 Kálmán Tihanyi popsal princip plazmové televize.
- V roce 1983 představila společnost IBM 19″ oranžový monochromatický displej – první funkční plazmová televize.
- Roku 1992 jako první představila společnost Fujitsu 21″ plnobarevný display. Jednalo se o hybrid plazmové televize.
- Po dvou letech, roku 1994, Larry F. Weber prokázal fungování barevné plazmové televize na průmyslové konferenci v San Jose. Společnost Panasonic začala společný projekt s Plasmaco.
- Historicky první plazmovou televizi uvedla na trh společnost Fujitsu již v roce 1996. Plazmová televize měla úhlopříčku 42″ a tenkrát se prodávala v ceně kolem patnácti tisíc dolarů (cca 300 000 Kč).

## Princip zobrazovací techniky

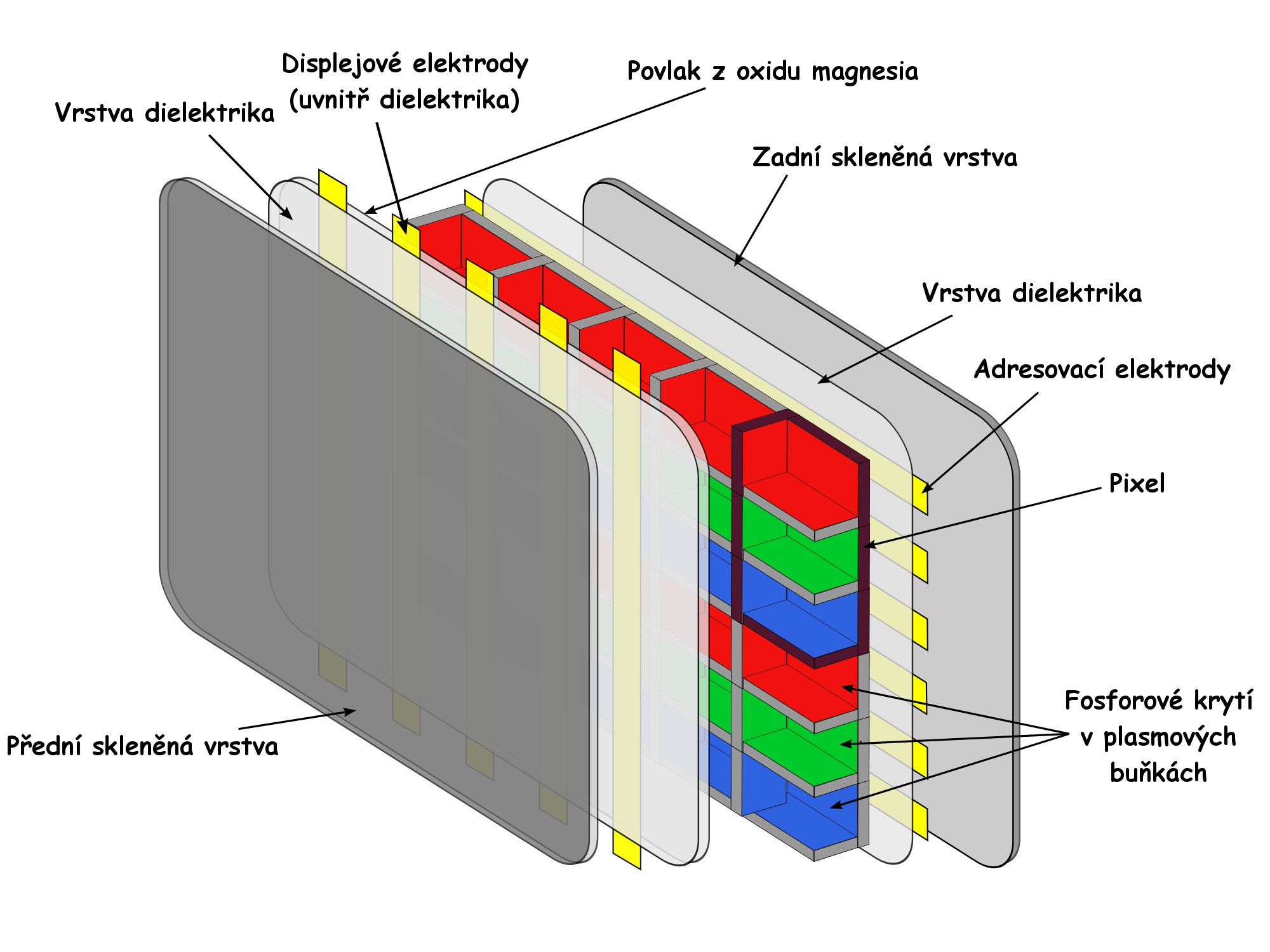
Schéma funkce plazmové obrazovky

Do obou zobrazovacích elektrod je pouštěno střídavé napětí. Když je napětí iniciováno, je indukován výboj, který začne ionizovat plyn a vytvářet plazma. Dielektrikum a oxid hořečnatý sice ihned výboj zastaví, ale po změně polarity (jde o střídavý proud) ionizace pokračuje a je tak dosaženo stálého výboje. Napětí na elektrodách je udržováno těsně pod hladinou, kdy začne vznikat plazma a k ionizaci pak dojde i při velmi nízkém zvýšení napětí na adresovací elektrodě.
Po vzniku plazmatu získají nabité částice díky elektrickému poli kinetickou energii a začnou do sebe narážet. Neon a xenon jsou přivedeny do excitovaného stavu a po návratu elektronu do svého orbitalu uvolní ultrafialové záření. Díky tomuto záření pak excitují atomy a ty uvolní viditelné světlo. V každém pixelu jsou tři různě barevné luminofory, jejichž kombinací vzniká výsledná barva.
Červený, zelený a modrý luminofor musí být ovládány zvlášť a navíc v mnoha úrovních intenzity, abychom dostali co největší škálu zobrazovaných barev. U CRT monitorů je princip jednoduchý, reguluje se elektronový paprsek, který na bod dopadá. U plazmových displejů funguje ovládání intenzity na principu modulace pulsního kódu (Pulse Code Modulation – PCM). Tato modulace slouží k převedení analogového signálu s nekonečným rozsahem na binární slovo s pevně danou délkou. Proto jsou PDP obrazovky plně digitální.
Intenzita každého subpixelu je určována počtem a šířkou napěťových pulsů, které dostává buňka během každého snímku. Toho je dosaženo tak, že trvání každého snímku je rozděleno na několik kratších částí, podsnímků. Během této periody jsou pixely, které mají svítit, přednabity na určité napětí (pomocí zobrazovacích elektrod) a během zobrazovací fáze je pak napětí aplikováno na celý displej (adresovací elektroda). Ovšem to znamená, že rozsvítí jen ony přednabité subpixely a jejich intenzita je dána právě úrovní nabití.
Standardní metoda určuje 256 úrovní nabití pro každý subpixel, protože každý snímek je rozdělen na 8 podsnímků ovládaných 8bitovým slovem (viz PCM). Celá tato technologie se nazývá ADS (Address/Display Separated) a byla vyvinuta v roce 1984 společností Fujitsu.

## Zajímavosti
- První plazmové televize potřebovaly kvůli své nadprůměrné produkci tepla ventilátory – ty však rušily výsledný dojem ze sledování.
- Dříve byly plazmové televize nechvalně známé tzv. vypalováním loga. Pokud na obrazovce svítil dlouhodobě shodný obraz (např. logo TV stanice) docházelo k vypálení tohoto obrazu. Ke konci výroby plazmových televizi již plazmové televize tímto netrpěly.
- Dřívější modely plazmových televizí měly problémy s kontrastem, úplně nejhůře byly zobrazovány odstíny šedé barvy.
- Kvůli technologickému omezení nebylo možné vyrobit plazmovou televizi s menší úhlopříčkou než je 37".
- Největší plazmovou televizi nabízela společnosti Panasonic: měla úhlopříčku 150" (téměř čtyři metry), obrazu bylo přizpůsobeno i rozlišení, které je čtyřnásobné oproti Full HD.
- Provozem plazmové televize ubývá životnost plynu, který hoří během zobrazování.
- Životnost nových generací plazmových televizí se odhaduje na 100 000 hodin provozu, což je zhruba 11 let nepřetržitého provozu.
- Plazmové televize dosahují mnohem lepší a přesnější zobrazení barev než LCD (68 miliard 236 vs 16,7 milionu 224)
- Doba odezvy je u plazmových televizí velmi nízká, většinou pod 1 ms a jsou tak ideální pro sledování sportovních přenosů.
- Kontrast se u plazmové televize pohybuje kolem hodnoty milion ku jedné.

## Výhody a nevýhody PDP
Protože plazmové displeje samy o sobě emitují světlo, mají vynikající pozorovací úhly kolem 160–170 °, takže jsou vhodné pro prezentační účely. Další nespornou výhodou je zmiňovaná úspora místa při velkých úhlopříčkách.
Plazmové displeje ne zrovna nejvyšší kvality mají problémy s kontrastem. Důvodem je, že napětí mezi zobrazovacími elektrodami je udržováno stále pod prahem ionizace, aby měla obrazovka dostatečně rychlou odezvu. Negativním účinkem ale je to, že k minimální ionizaci dochází i bez napětí na adresovací elektrodě, což omezuje schopnost zobrazit nejtmavší odstíny a tím snižuje kontrast. Jinými slovy, plazma vzniká i v „pohotovostním stavu“, když je adresovací elektroda vypnutá. Na konci 90. let ale přišlo Fujitsu s technologií zvyšující kontrast ze 700000:1 až na 4000000:1, později dokonce 5000000:1.
S kontrastem souvisel i další problém – neschopnost zobrazovat dokonale stupnici šedi. V tmavých scénách se totiž barvy blízké černé slévají v jednu a přechody nejsou zdaleka plynulé. Ovšem moderní PDP displeje již tímto neduhem netrpí a škála zobrazovaných odstínů je širší.
Přestože výroba PDP není tak náročná na prostředí jako např. LCD, jsou stále plazmové displeje velmi drahé. Životnost plazmových obrazovek je kolem 100 tisíc hodin, což je srovnatelné s životností LCD.
Nevhodnost plazmových displejů pro použití s počítači bychom vyčetli ještě z jedné hodnoty – rozteč bodů se zatím nedostala pod 0,3 mm, naopak bývá mnohem vyšší. Proto je stále nejlepší využití těchto obrazovek jako HDTV (High Definition TV) a pro prezentační účely větších společností. V poslední době jsou PDP již nahrazovány modernějšími LED a OLED technologiemi.